# Kościół bł. Michała Kozala Biskupa i Męczennika w Wągrowcu
Kościół błogosławionego Michała Kozala Biskupa i Męczennika w Wągrowcu – rzymskokatolicki kościół parafialny należący do parafii pod tym samym wezwaniem (dekanat wągrowiecki archidiecezji gnieźnieńskiej).
W dniu 5 października 2005 roku arcybiskup Henryk Muszyński wmurował kamień węgielny pod budowę świątyni wyjęty z podziemia katedry w Gnieźnie. W latach 2003–2011 został wzniesiony kościół. W wigilię Bożego Narodzenia, w czasie pasterki, arcybiskup Józef Kowalczyk prymas Polski uroczyście otworzył świątynię i poświęcił tabernakulum. Kościół charakteryzuje się współczesną architekturą i wystrojem wnętrza.